# 24 часа Дубая
«24 часа Дубая» — ежегодная 24-часовая гонка на выносливость, проводимая с 2006 года в эмирате Дубай, ОАЭ, на одноимённой трассе.

## Участники
Участие в гонке «24 часа Дубая» доступно для профессиональных и полупрофессиональных команд. В гонке на выносливость соревнуются как местные команды из ОАЭ и стран Персидского залива, так и команды из других стран, преимущественно из Европы.
В «24 часах Дубая» команды заявляются на гонку сами, а не приглашаются организаторами.

## Разделение на классы
В гонке могут участвовать как автомобили класса GT, так и силуэт-прототипы широкого диапазона допущенных к участию марок. Они варьируются от Super 2000 с небольшим объёмом двигателя (таких, как Renault Clio И Honda Civic) до спорткаров (Porsche 911 GT3 и Marcos Mantis GT). Ниже приведены классы, применяющиеся в гонке 2013 года.

### Автомобили с бензиновыми двигателями объёмом до 3500 см³
A1
Автомобили с бензиновыми двигателями объёмом до 1600 см³.
A2
Автомобили с бензиновыми двигателями объёмом от 1600 до 2000 см³ и турбированными до 1600 см³.
A3T
Автомобили с турбированными бензиновыми двигателями объёмом 2000 см³.
A4
Автомобили с бензиновыми двигателями объёмом от 2000 до 3000 см³.
A5
Автомобили с бензиновыми двигателями объёмом от 3000 до 3500 см³.

### Дизельные автомобили
D1
Дизельные автомобили с двигателями объёмом до 2000 см³.
D2
Дизельные автомобили с двигателями объёмом от 2000 до 3000 см³.

### Автомобили GT
996
Автомобили Porsche 996 Cup.
997
Автомобили Porsche 997 Cup.
В случае, если в классе 997 участвует пять или более автомобилей, то этот класс делится на два отдельных:
997A
Porsche 997 Cup (модели 2007-2008-2009).
997B
Porsche 997 Cup (модели 2010-2011-2012).
A6-Am
Главным образом автомобили GT3 (включая американские GT3).
A6-Pro
Главным образом автомобили GT3 (включая американские GT3).
Класс A6-Am или A6-Pro присваивается команде в зависимости от производительности. В основном это определяется по лучшему квалификационному кругу.

### Особые автомобили
SP2-GT3A
Особые автомобили (например GT и силуэт-прототипы) — автомобили, не входящие в другие классы.
SP3-GT4A
Особые автомобили (главным образом автомобили GT3), не входящие в другие классы.
SP4
Электрические и гибридные автомобили.

## Победители (общий зачёт)
| Год  | Гонщики                                                                                   | Команда                               | Автомобиль                | Круги | Дистанция | Быстрый круг |
| ---- | ----------------------------------------------------------------------------------------- | ------------------------------------- | ------------------------- | ----- | --------- | ------------ |
| 2024 | Кристофер Хаазе Жиль Магнус Саймон Райхер Маркус Винкельхок Майк Чжоу                     | Eastalent Racing Team                 | Audi R8 LMS Evo II        | 603   | 3250,17   | 1:59,666     |
| 2023 | Мохаммед ибн Сауд Аль Сауд Йенс Клингманн Диего Менчака Жан-Батист Симменауэр Дрис Вантор | MS7 by WRT                            | BMW M4 GT3                | 621   | 3347,19   | 1:59,444     |
| 2022 | Мохаммед ибн Сауд Аль Сауд Аксил Джеффрис Кристофер Мис Томас Нойбауэр Дрис Вантор        | MS7 by WRT                            | Audi R8 LMS Evo           | 596   | 3212,44   | 1:59,110     |
| 2021 | Жюльен Андлауэр Фредерик Фатьян Ален Ферте Матьё Жамине Аксил Джефферис                   | GPX Racing                            | Porsche 911 GT3 R         | 600   | 3234,00   | 1:58,606     |
| 2020 | Халед аль Кубайси Бен Баркер Йерун Блекемолен Хуберт Хаупт Мануэль Метцгер                | Black Falcon                          | Mercedes-AMG GT3          | 168   | 905,52    | 1:59,430     |
| 2019 | Рик Брёкерс Кристофер Хаазе Димитри Пархофер Фредерик Вервис                              | Car Collection Motorsport             | Audi R8 LMS Evo           | 607   | 3271,73   | 1:58,695     |
| 2018 | Абдул-Азиз ибн Турки Аль Сауд Хуберт Хаупт Йелмер Бюрман Габриэле Пьяна                   | Black Falcon                          | Mercedes-AMG GT3 (6200сс) | 606   | 3266,34   | 1:58,199     |
| 2017 | Даниэль Аллеман Ральф Бон Брендон Хартли Альфред Ренауэр Роберт Ренауэр                   | Herberth Motorsport                   | Porsche 991 GT3 R         | 578   | 3115,42   | 1:59,198     |
| 2016 | Ален Ферте Майкл Медоус Стюарт Леонард Лауренс Вантор                                     | Belgian Audi Club Team WRT            | Audi R8 LMS               | 588   | 3169,32   | 1:58,712     |
| 2015 | Абдул-Азиз ибн Турки Аль Сауд Хуберт Хаупт Елмер Бюрман Оливер Уэбб                       | Black Falcon 2                        | Mercedes-Benz SLS AMG GT3 | 604   | 3255,56   | 1:59,545     |
| 2014 | Адриан Амштутц Кристиан Энгельхарт Марк Инайхен Рольф Инайхен Марсель Маттер              | Stadler Motorsport                    | Porsche 997 GT3-R         | 603   | 3250,17   | 1:59,537     |
| 2013 | Халед аль Кубайси Шон Эдвардс Йерун Блекемолен Бернд Шнайдер                              | Abu Dhabi by Black Falcon             | Mercedes-Benz SLS AMG GT3 | 600   | 3234      | 2:00,646     |
| 2012 | Халед аль Кубайси Шон Эдвардс Йерун Блекемолен Томас Егер                                 | Abu Dhabi by Black Falcon             | Mercedes-Benz SLS AMG GT3 | 628   | 3384,92   | 2:01,921     |
| 2011 | Августо Фарфус Эдвард Сандстрём Томми Милнер Клаудия Хюртген                              | Need for Speed by Schubert Motorsport | BMW Z4 GT3                | 594   | 3201,66   | 2:04,858     |
| 2010 | Раймонд Нарак Патрик Пиле Марко Хольцер                                                   | IMSA Performance Matmut               | Porsche 997 GT3-RSR       | 608   | 3277,12   | 2:10,057     |
| 2009 | Габриэль Абергель Анджей Дзикевич Никлас Кентенич Карстен Тильке                          | Land Motorsport                       | Porsche 997 GT3 Cup       | 573   | 3088,47   | 2:07,319     |
| 2008 | Кларк Куинн Тони Куинн Крейг Бэрд Джонатон Уэбб                                           | VIP Pet Foods                         | Porsche 997 GT3-RSR       | 504   | 2716,56   | 2:03,334     |
| 2007 | Дитер Квестер Филипп Питер Дирк Вернер Джейми Кэмпбелл-Уолтер                             | Duller Motorsport                     | BMW Z4 Coupe              | 567   | 3056,13   | 2:04,435     |
| 2006 | Дитер Квестер Ханс-Йоахим Штук Филипп Питер Тото Вольфф                                   | Duller Motorsport                     | BMW M3 CSL                | 519   | 2797,41   | 2:10,057     |

### Комментарии
1. 1 2  Гонка сокращена из-за ливня, затопившего трассу,